# 湯馬士·戈爾德
湯馬士·戈爾德（1920年5月22日—2004年6月22日）是一位生於奧地利的天文物理學家，他曾擔任康乃爾大學天文學教授、美國國家科學院院士、皇家學會院士。戈爾德是1950年初提出現已幾乎被廢棄的宇宙穩恆態理論的三位年輕科學家之一。戈爾德的研究是跨學科的，涉及生物物理學、天文學、航空航天工程和地球物理學。

## 早年生活
戈爾德於1920年5月22日生於奧地利維也納，父親Max Gold是當地戰前一位富有的猶太實業家，經營奧地利最大的採礦和金屬冶煉公司，母親Josefine Martin則曾經是一位德國演員。在1920年代晚期歐洲經濟衰退影響下，他的父親帶著全家到德國柏林，而他的父親在那裡擔任一家金屬貿易公司的負責人。1933年納粹黨掌權後因為希特勒的反猶太運動，戈爾德和家人因此離開德國。之後數年他和家人一起走遍歐洲。他在瑞士作爾茲進入了作爾茲寄宿中學，在那裡他很快證明自己是聰明、有競爭性以及身心上相當積極地。戈爾德在瑞士結束了他的學業後因為1938年初的德奧合併，和家人遷居英國。1939年戈爾德進入劍橋大學三一學院主修機械科學。在1940年5月希特勒入侵比利時和法國時，戈爾德被當成敵僑被英國政府送入集中營。他在伯里聖埃德蒙茲的軍營被拘留的第一個晚上認識了他後來的合作者和密友，赫爾曼·邦迪。
在加拿大集中營的15個月之後，戈爾德回到英國並重新進入劍橋大學，但放棄主修機械科學。他在1942年6月獲得學士學位以後曾短暫於英格蘭北部進行農業勞動和當樵夫，之後他和赫爾曼·邦迪和弗雷德·霍伊爾一起加入英國皇家海軍在薩里郡敦斯福德附近的雷達地面雜波研究。這三人在下班時間常進行涉及宇宙學、數學和天文物理學的激烈科學討論。在數個月內，戈爾德負責建立新的雷達系統。戈爾德還確定了登陸艇如何使用雷達在D-Day導航找到登陸地點，以及發現納粹德國海軍的U-潜艇使用通氣管，可以在水下取得空氣維持運作。

## 在劍橋大學的工作
戰爭結束後不久邦迪和霍伊爾立刻回到劍橋大學工作，戈爾德則留在海軍研究到1947年。他開始在劍橋大學卡文迪許實驗室協助建立世界上最大的多腔磁控管，這是1940年兩位英國科學家發明，用來發射強利微波讓雷達偵測之用。之後不久戈爾德加入一位戰時是海軍雷達研究組副組長，負責研究人耳共振的動物學家 R. J. Pumphrey。他發現了在耳蝸內的共振並非和充滿內耳液體的阻尼相關。1948年戈爾德假設聽覺的機制是「發電機制」，當電能用來反饋阻尼效應時，就會產生電機作用。雖然戈爾德以聽覺發電機制的論文取得三一學院的獎學金以及卡文迪許實驗室的初級講師職位，他的理論卻被大多數不相信耳蝸是以反饋機制運作的聽覺專家和生理學家，例如之後得到諾貝爾生理學或醫學獎的盖欧尔格·冯·贝凯希忽略了。1970年代研究人員發現戈爾德的假設是對的－耳內的毛細胞負責反饋機制產生共振。

### 穩恆態理論
之後戈爾德開始和霍伊爾、邦迪一起討論以紅移和哈勃定律為中心的物理問題。他和另外兩人開始對乔治·勒梅特於1931年提出，再由乔治·伽莫夫近一步發展的宇宙是從一個密度和溫度極膏狀態擴張到今日狀態的大爆炸理論開始質疑。根據歷史學家、物理學家史賓塞·維爾特於1978年的訪談紀錄中，戈爾德相信人們有理由相信物質的創造是「在所有時間都能達成的，而且沒有任何稍縱即逝的問題出現。穩定狀態是在宇宙擴張配合新物質產生並且塌縮成新的星系」。
有兩篇1948年出版的論文是討論替代大爆炸理論的非標準宇宙學－穩恆態理論，其中一篇的作者是戈爾德和邦迪，另一篇的作者則是霍伊爾。戈爾德和邦迪在論文中表示宇宙雖然在膨脹，但外觀不隨時間而改變，也就沒有開始和結束。兩人提出了完美宇宙論原則，在該原則中宇宙是時間和空間同質和各向同性的。他們認為在大尺度下宇宙在各處是沒有任何差異性的，只在區域範圍內會有明顯不同，因此在大尺度下宇宙是均勻的。但因為宇宙缺乏演化和可區分的特徵或者能辨認的時間方向，他們認為宇宙必須有大尺度運動。他們提出了兩個可能的運動模型：大膨脹和大收縮，他們估計在宇宙膨脹狀態中，每立方公尺真空空間中每109 年就產生一個氫原子。物質的產生將可以確保宇宙在擴張時保持一定密度。戈爾德和邦迪也提到對其他宇宙論時間尺度的困擾，例如哈勃計算宇宙年齡和穩恆態理論的差異，以及地球岩石的放射衰變定年；這些在穩恆態理論都未提及。
1960年代穩恆態理論開始有許多問題浮現，觀測結果顯是宇宙是會改變的：類星體和電波星系只在距離地球遠處發現（因此只存在於遙遠的過去），而非近距離星系。和大爆炸理論預測不同的是，穩恆態理論預測這樣的天體會在宇宙各處發現，因為演化不會發生在極遠處。此外，該理論的支持者還預測除了氫原子，反物質也將會產生，伽馬射線背景輻射將會來自質子和反質子互相湮滅，而產生中子時會產生X射線氣體。
對於大多數宇宙學家而言，大爆炸理論預測的宇宙微波背景輻射於1965年發現就是對穩恆態理論的駁斥。史蒂芬·霍金表示宇宙背景輻射已經被證實，而這一般被認為是大爆炸留下的遺跡，因此宇宙背景輻射是「穩恆態理論棺材上最後一根釘子」。邦迪承認穩恆態理論已被推翻，但戈爾德和霍伊爾仍有數年不服這結果，戈爾德甚至支持霍伊爾的修正穩恆態理論，但在1998年他開始提出穩恆態理論的一些質疑，但他認為儘管該理論有錯誤，它仍然協助增進了對宇宙由來的了解。

### 偶然的泛種論
戈爾德認為生命的起源是偶然的泛種論，也就是他提出的「垃圾理論」。該理論認為地球上生命可能是地球早期歷史中由外星生命丟棄在地球的廢棄物品形成而傳播的。

## 天文物理學的研究
在1951年英國皇家天文學會一個會議上，戈爾德提出最近偵測到的無線電波訊號源是位於銀河系外。當時包含電波天文學家馬丁·賴爾和數位理論宇宙學家都嘲笑他；但在一年後一個遙遠無線電波源在羅馬召開的國際天文聯會上被公開確認。之後賴爾表示戈爾德的論點證明了星系的演化，代表穩恆態理論的失效。
戈爾德於1952年離開了劍橋大學，成為皇家天文學家哈羅德·史賓賽·瓊斯在萨塞克斯郡赫斯特蒙索堡格林尼治天文台新址的首席助理。當時戈爾德提出來自太陽的帶電粒子和地球磁場的交互作用在地球高層大氣產生的磁暴是非碰撞激波的例子，這引起了一些爭議。這個理論廣泛處於爭議之中，直到1957年美國科學家使用震波管進行模擬後將戈爾德的理論以數學方式呈現。
戈爾德在瓊斯從格林尼治天文台退休後也離職，於1956年前往美國，1957到1958年間他在哈佛大學擔任天文學教授，1958到1959年則是該校羅伯特·惠勒·威爾遜應用天文學教授。1959年初戈爾德接受了康乃爾大學的雇用，他得到一個機會建立研究電波物理和太空科學的跨學科研究中心，同時也在該校天文學系工作。他進入康乃爾大學天文學系時，該系只有他和另一位教授。戈爾德在康乃爾大學電波物理與太空研究中心擔任主任直到1981年。戈爾德將康乃爾大學建立成具領導地位的科學研究中心。他任職期間雇用了知名天文學家卡尔·萨根和法蘭克·德雷克，並協助在波多黎各建立了世界最大的單一天線電波望遠鏡 阿雷西博天文台，以及和哈利·梅賽爾共同建立了康乃爾－雪梨大學天文中心。此外，戈爾德在1969到1971年之間擔任康乃爾大學學術副校長，以及自1971年起擔任約翰·韋瑟里爾天文學教授直到1986年退休。

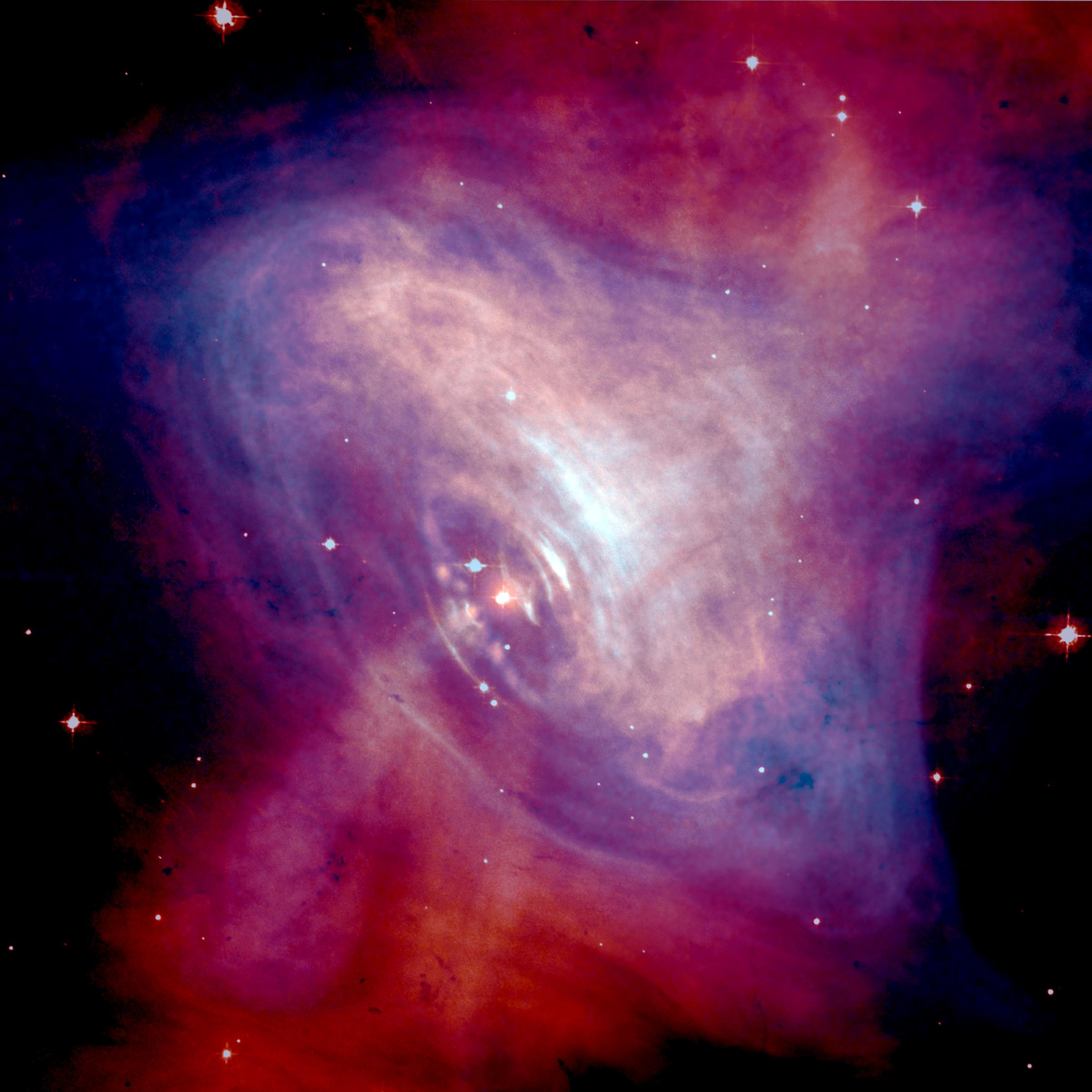
在蟹狀星雲內發現週期0.033秒的脈衝星使戈爾德的脈衝星理論被接受。

1959年戈爾德擴充其先前對非碰撞激波的預測，他認為太陽閃焰可能會噴出物質進入磁場雲產生激波波前，導致地磁暴。戈爾德也在論文 "Motions in the Magnetosphere of the Earth" 中創造了「磁層」一詞描述「在電離層以上，地球磁場主導氣體和高速運動帶電粒子的區域...而這樣的區域可以延伸到10倍地球半徑處」。1960年戈爾德和霍伊爾再次合作，並指出磁能是太陽閃焰的能量來源，以及閃焰和磁圈相接觸時將會釋出能量。
1968年，一位劍橋大學射电天文学的研究生约瑟琳·贝尔·伯奈尔和他的指導教授安东尼·休伊什發現了一個周期1.33秒的無線電脈衝源。這個以極短週期連續釋放電磁波的脈衝源被稱為脈衝星。戈爾德認為該天體是快速自轉的中子星。戈爾德還認為因為脈衝星強力磁場和高速自轉，會使其發射的電磁波類似旋轉的燈塔光束。他的結論一開始不被科學界接受；事實上，他的理論在首次脈衝星的國際研討會上被否定了。但是，在使用阿雷西博電波望遠鏡在蟹狀星雲內找到了脈衝星以後，他的理論被接受了，也開啟了固體物理學和天文學進一步發展之門。衛報的 Anthony Tucker 認為戈爾德的發現為史蒂芬·霍金開創性的黑洞研究鋪上了道路。

## 和 NASA 的關係

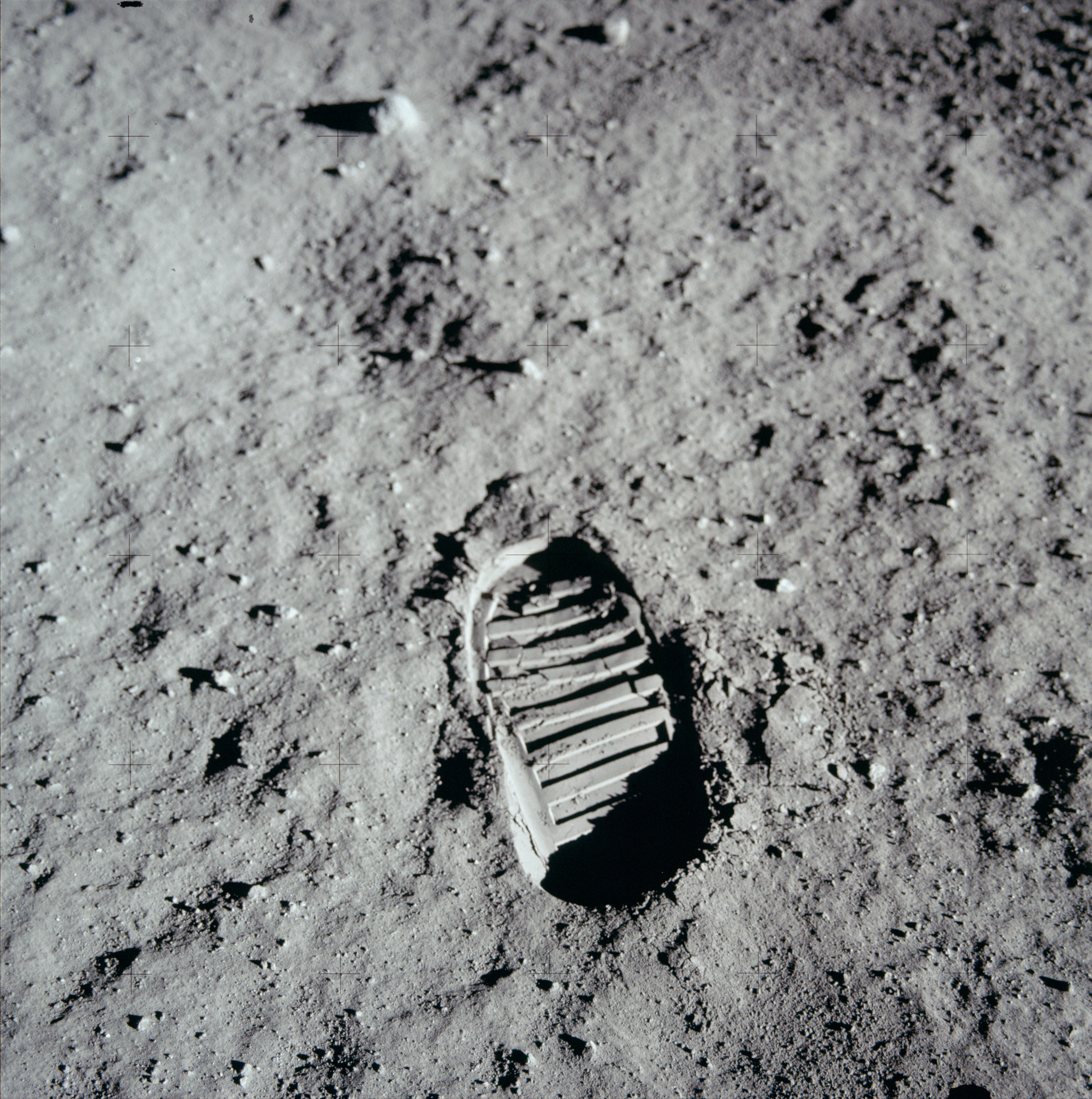
巴兹·奥尔德林在月球上的足跡。艾德林在1969年7月20日拍下這張照片，是月球表面土壤力學研究的一部分。

1950年代起美國開始發展太空任務時，戈爾德就是 NASA 和幾個國家太空委員會的顧問，其中包含了總統科學顧問委員會。這個時候科學家們對於月球表面的物理性質進行激烈辯論。1955年戈爾德預測月球表面被一層來自「太陽系中碎片持續撞擊」產生的一層細顆粒塵埃覆蓋。因此月球表面塵埃在當時被戲稱為「戈爾德的塵埃」 。戈爾德原本認為太空人在月球上會陷入塵埃中，但不久後它分析了月球上的環型山和靜電場後，認為太空人的靴子只會陷入月球表面塵埃約3公分。在任何情況下，NASA 派出了一台無人駕駛的測量員計畫探測艇分析月球表面的情況。戈爾德被共事的其他科學家認為他的思想是荒謬的，原因不只是因為他的假說，還有他進行溝通的向關注NASA的美國大眾；特別是有些專家因為他以「月球塵埃」的模式參照月壤（表岩屑）。當阿波羅11號的組員於1969年登陸月球並帶回第一批月岩樣本後，研究人員確認月壤事實上是粉末狀的。戈爾德說這和他的假說是一致的，並指出在一些地區因為組員走在一起，他們下沉了5到8英吋。但是並沒有很多人相信他的正確預測，甚至有人批評他的深層月壤預測。戈爾德也協助設計阿波羅11號使用的立體照相機拍攝月球。
1970和1980年代，戈爾德對於 NASA 的太空梭計畫直言不諱地嚴厲批評。他嘲弄地宣稱當局如果可以一年飛行50次任務，就可以有低預算成本。NASA 官員警告戈爾德如果他在美國國會對於他的關注作證，他的研究計畫將會失去 NASA 的支持。戈爾德忽略了這個警告並且在參議員沃爾特·蒙代爾領導的委員會作證。在喬治·洛寫給 NASA 署長詹姆士·奇普曼·弗萊徹的信中寫著：「戈爾德應該認識到，由政府和 NASA 出資是一種特權，而他現在的看法讓我們出資贊助他意義不大」。戈爾德於1983年作證之後接受天文史學家大衛·迪沃金（David H. DeVorkin）訪談時回憶：

我在 NASA 有多年都過得相當辛苦。我得到了一些錢，但在我作證後連續三年申請經費都失敗。我的申請在前幾年都很順利通過的都被拒絕了。我必須到華府去和主事者討論，之後我會有部分計畫獲得通過並獲得經費。在過了幾年之後我的申請永遠都是失敗的，之後我再也沒有試圖從 NASA 獲取經費。
 
...（中略）

當然，我被 NASA 視為不受歡迎人物以後我有一段困難的時光。不久之後諾埃爾·亨納斯（Noel Hinners）成為太空科學部門的主管，他曾經以此開玩笑說：「噢！湯米又來華府進行他一年一度的朝拜了」。也許這看起來很可笑，但是他每年總是給我一些經費。但很清楚地我是 NASA 的不受歡迎人物

## 石油的來源

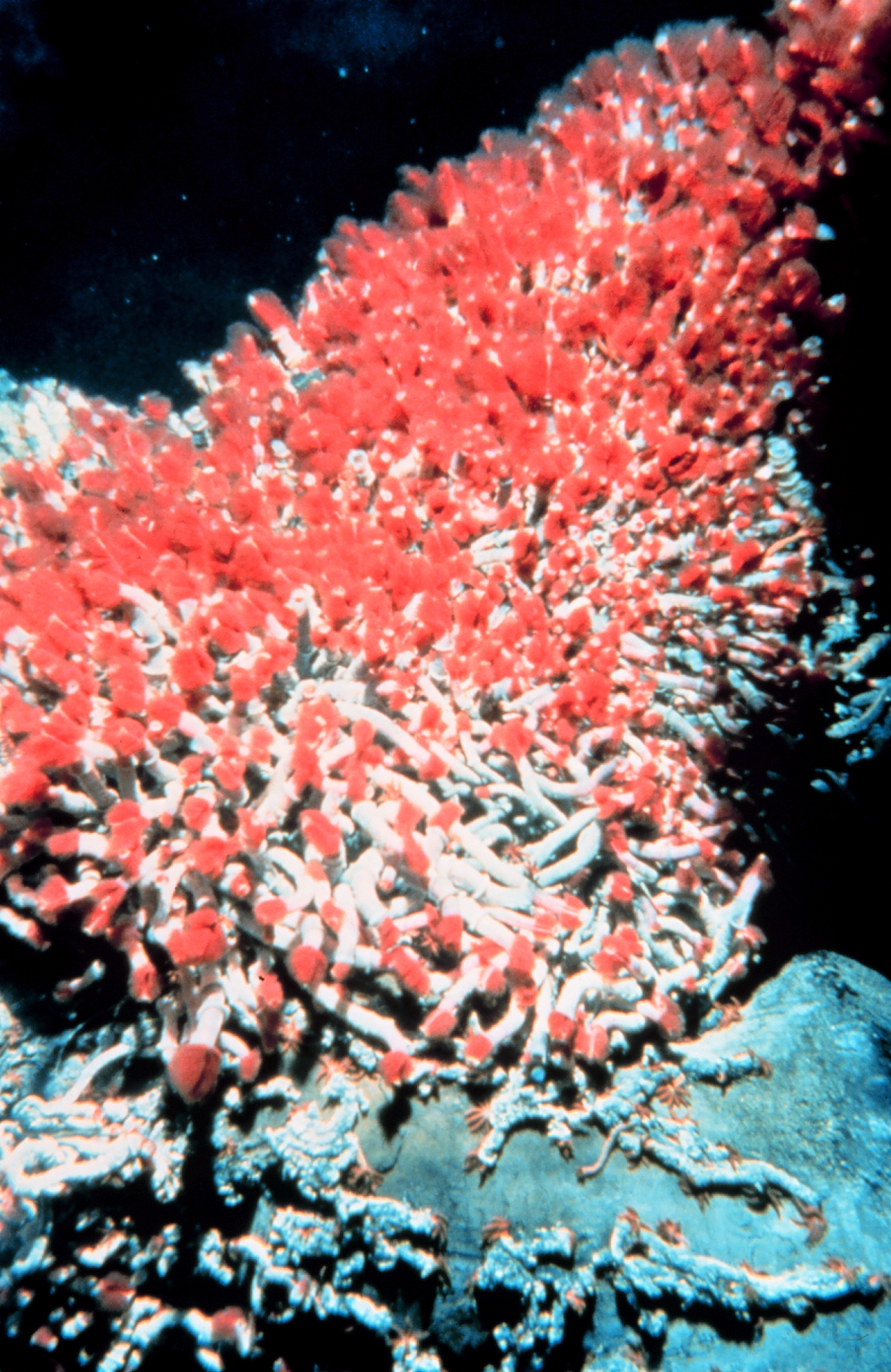
管蟲由底部噴出黑色物體的熱液噴口提供養分。

戈爾德在1950年代時首次對石油的來源感興趣，並提出了非生物化石燃料形成假說。戈爾德和霍伊爾在這方面的深入討論甚至包含在霍伊爾1955年的書 Frontiers in Astronomy 其中一個章節 "Gold's Pore Theory"。在1970年代晚期美國碰到了另一次大規模能源危機，讓戈爾德重新開始他對石油的研究。1977年一台研究潛水艇在加拉巴哥群島附近的洋底發現了多個在熱液噴口旁的繁榮生態系。之後的探測發現這些熱液噴口附近有多種生物存活，包含巨型管蟲和白化的蟹，而這些生命是和嗜熱的化能合成微生物共生的。在這種惡劣的環境下找到生物讓戈爾德決定重新檢視既定的生物成油理論。戈爾德相信「生物學只是熱力學的一個分支」，並且生命的演化史只是「逐漸走向更有效利用低階能源的系統性發展。」
他以研究地震如何將甲烷從地球深處轉移到地球表面開始他的研究。他推測一個規模夠大的地震可以使地表破裂，使氣體可以從破裂區域逸出。戈爾德相信這也許可以解釋許多和地震相關的現象，例如火焰、閃光、地震光和氣體散逸。戈爾德和他的同事史蒂芬·索特（Steven Soter）建立了全世界產油區和歷史上地震活動區域的地圖。部分產油區例如阿拉斯加、德克薩斯州、加勒比海、墨西哥、委內瑞拉、波斯灣、烏拉爾、西伯利亞和東南亞等都位在世界上主要的地震帶。戈爾德和索特提出這些區域也許可以解釋氣體在這些區域上升到地表，之後形成油田和天然氣田。
戈爾德的理論認為既然石油和組成石油的碳氫化合物在整個宇宙中存在，就沒有理由相信在地球上石油必須要由生物生成。戈爾德提出化石燃料在幾乎45億年前是以隨機分子的形式封閉在地球的核心之中。隨著時間的推移，核心的高熱使岩石滲出包含這些分子的液體，這些分子被液體攜帶到地球的多孔層。當這些分子向地球表面移動時，碳氫化合物會使大規模的微生物群落得以發展，而這些微生物也是地球生命的基礎。移動到地球表面的化石燃料則將生物殘骸在陷入地下深處前將其收集起來。戈爾德不久之後出版他的理論，而研究人員也發現了一些在高溫和高壓環境下的多個生態系，而這些區域原本認為不可能有生命存在。此外，戈爾德發現在中東和東南亞這些主要的產油區域油田位置決定於大規模的表面地質和地形狀態，例如深層的斷層線。他也指出氦在油田和天然氣田大量存在是碳氫化合物是來自地球深處的證據。此外，一些原本被認為已經耗竭的產油區突然又開採出大量石油。因此戈爾德認為地球可能幾乎源源不絕供應石油的來源－至少可以供應5億年的化石燃料。

### 錫利揚湖鑽探

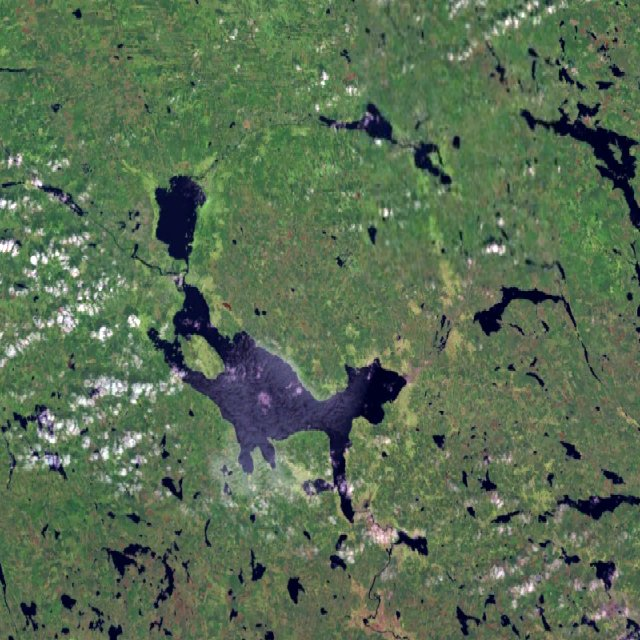
瑞典的錫利揚湖是一個源自受到侵蝕撞擊坑的大湖。該撞擊坑形成於3.7億年前。戈爾德認為該湖是他測試他的石油起源假說的地方，因為這是全世界少數花崗岩基盤破裂，讓石油可以從地函上升的地方。

戈爾德在1986年在瑞典大瀑布電力（Vattenfall）和美國天然氣技術研究所資助下開始測試他的理論。他在接近瑞典錫利揚湖附近鑽了一個稱為格拉洛伯格1号井（Gravberg-1）的深井以研究來自地函的非生物氣體。該區域是一個大型隕石坑，因此可能有足夠深的通道讓甲烷可以向上移動，並且在距離地表只有數公里處累積在覆岩區域。他推測在錫利揚湖附近的裂縫深達地下40公里深處。
1987年時，大約900桶（140立方公尺）的鑽井液在地下約6100公尺深處消失，因此戈爾德相信鑽井液已經落入儲存甲烷的地方。之後不久鑽井團隊抽取了接近100公升的黑色油性淤泥到地表。戈爾德宣稱淤泥中含有石油和古菌的殘骸。戈爾德宣稱生物圈比我們先前所知道的更加深入地球之內，而這個證據將會摧毀石油含有生物分子，所以石油必須來自生物物質的傳統想法。戈爾德宣稱的發現引起各種反應，有的是憤怒地否認或深刻懷疑。地球化學家傑佛瑞·葛拉斯比（Geoffrey P. Glasby）推測淤泥可能是經由一種催化的化學反應费托合成將一氧化碳和氫的混合氣體轉換成液態烴。批評者還質疑戈爾德的古菌發現；他們認為微生物不可能在那樣的深度存活，這些生物可能是在地表受到汙染的。地球化學家保羅·菲利浦分析了淤泥後得到的結論是他無法分辨淤泥和地表附近沉積頁岩發現的油苗。他的理由是石油已經從淺層的頁岩轉移到深處的花崗岩層。戈爾德對於菲利浦的發現予以駁斥，他並相信石油和天然氣可以很容易向地表移動：「他們將我們發現的石油和天然氣從5英尺深的沉積岩頂部向下滲透到6公里以下的花崗岩盤。我的意思是，這完全是荒謬的想法：你可以想像在5英尺深的石油和下方6公里處緊密的花崗岩層，而產生的甲烷比水更快向下滲透，這絕對是胡說八道。」
鑑於鑽井周圍的淤泥和可能的鑽井汙染爭議，戈爾德放棄了格拉洛伯格1号井，並稱它是大挫敗。並且戈爾德將油性的鑽井液改成水性鑽井液以重新設計他的實驗。
1989年春季開始鑽探石油，但是只鑽得了大約80桶（13立方公尺）。戈爾德說：「這並不到可以出售的產油率，但這跡象表明有石油存在」這次鑽探碰到技術上的問題，並在6.8公里深處停止了。該鑽井被封閉了，但第二個鑽井在靠近撞擊坑環中心更少沉積岩的地方開始鑽探。在1991年10月第二個井鑽到了地下3.8公里深，但許多的懷疑論者仍對第二個鑽井並不認為結果是樂觀的。其中一位懷疑者是瑞典地質調查局的首席地質學家克里斯特·阿克曼（Christer Akerman）。阿克曼表示：「有理由保持冷靜，並等待他們分析找到了什麼。重點是他們必須尋找商業上足以回本的含油量，而這可能是一段很長的時間，在我們知道如果他們這樣做之前」。地質學家約翰·卡斯塔諾（John R. Castaño）的結論是沒有足夠證據證明地函是烴的來源，而且錫利揚湖附近不可能有商業上可開採的油氣田。有些懷疑者反駁戈爾德的說法則是指出所謂的發現石油竟是因為鑽井時的汙染。

### 深熱生物圈
戈爾德修改了他的假說，並將修改過的假說以標題 "The Deep Hot Biosphere" 發表在1992年的美國國家科學院院刊。戈爾德提出煤和石油沉積的來源是在天然氣流動的地方，而這些地方也可以讓細菌在地表下極深處提供養分的地方。換句話說戈爾德認為石油和煤的生產是透過版塊構造力，而非生物遺骸的分解。在這篇論文的開頭，戈爾德也提出熱液噴口將地球深處的細菌向上傳送到洋底以支持他的論點。
戈爾德在1999年出版了一本與以上論文相同標題的書，並且擴充了他在1992年該篇論文的論點，並包含了他對生命起源的猜測。他曾經被指控公然剽竊了蘇聯地質學家在1950年代出版的無生源論研究結果。雖然戈爾德後來提及蘇聯方面的研究，他宣稱他首次發表無生源論的論文試在1979年，且並未引用蘇聯在這方面的文獻。戈爾德的支持者則認為這些指控毫無根據：他們說在戈爾德首次於1979年對石油來源理論成形之後，他開始尋找蘇聯地質學家發表的論文並翻譯。他既失望（因為他的想法並非原創的）又高興（因為這些獨立提出的想法增加了這個假設的重要性）。他們堅稱戈爾德一旦知道蘇聯方面的研究就會記錄下來。
根據戈爾德和蘇聯地質學家提出的非生物成油理論，細菌是以石油為食物，因此這可以解釋化石燃料中生物殘骸的存在，也就不需要以生物成油理論解釋。碳氫化合物在地表下的流動也可以表示其他礦物的沉積程度特異性。
總之，戈爾德認為天然碳氫化合物（石油和天然氣）的由來並非地質對生物體作用（傳統觀點），而是生物體對地質的作用。

## 榮譽

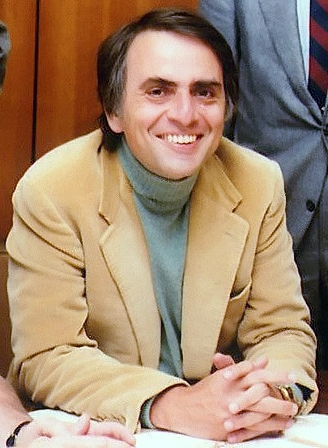
卡爾·薩根被哈佛大學拒絕終身聘後，於1968年被戈爾德雇用。

戈爾德的整個學術生涯中獲得了許多榮譽。他在1948年成為英國皇家天文學會會士、1962年成為美國地球物理聯盟會士、1964年成為皇家學會院士、1972年成為美國哲學會會士、1974年成為美国文理科学院院士、美國太空飛行學會會士和國際宇宙航行科學院院士，1986年成為劍橋大學三一學院榮譽研究員。此外，1981到1986年間他擔任紐約天文學會會長。戈爾德於1972年因為他的論文 "The Nature of the Lunar Surface: Recent Evidence" 獲得美國哲學會约翰·弗雷德里克·路易斯獎以及1979年亚历山大·冯·洪堡基金会的洪堡獎。1985年戈爾德獲得英國皇家天文學會金質獎章；該獎項著名獲得者有赫爾曼·邦迪、弗雷德·霍伊爾、馬丁·賴爾、愛德溫·哈伯、詹姆斯·范·艾倫、弗里茨·兹威基、汉尼斯·阿尔文和阿尔伯特·爱因斯坦。戈爾德並沒有博士學歷，但在1969年獲得劍橋大學榮譽博士學位。

## 評價
天文物理學家傑佛瑞·伯比奇和瑪格麗特·伯比奇則說戈爾德是「他的時代中最傑出的物理學家之一，並且他的跨學科能力是無與倫比的。」戈爾德的書The Deep Hot Biosphere的前言中，理論物理學家弗里曼·戴森寫下：「戈爾德的理論總是原創性的、重要的、經常是引起爭議的－而且經常是正確的」。雖然他曾經被俄羅斯、美國甚至加拿大科學家提出大量證據指控抄襲。特別是在石油地質學領域，很多在西半球以為是正確的非生物成油理論不管是正確或錯誤都起源或超前自他的理論，以上該書前言所證明的是在這個領域中他經常不適當的相信他的資料來源（包含那本書）。
赫爾曼·邦迪在《自然》期刊中寫下：「湯米將會被後人記得他是一個進入一個他認為一個選項被忽略的任何領域的科學家。他在理論科學領域成就是相當不尋常，但他只使用少量數學，他主要是依靠他對物理學直觀的了解。」史丹利·德莫特（Stanley F. Dermott）則寫下：「湯米是一個英俊、迷人和慷慨的人，並且和許多忠誠的同事形成了長期的友誼。他是一個機智和口齒伶俐的演講者，並且被一些人認為是一個因為爭議而高興的科學獨行俠。在現實中，他是一個反傳統者，並總是分析基於一些我們所知道最重要的理論假設進行精闢分析。」衛報的 Anthony Tucker 則說：「縱觀他的一生，他總是會進入新領域發掘出其他人未發現的問題－不管是生物物理學、天文物理學、航空太空工程或地球物理學。爭議隨著他無所不在；而他有深刻的科學直覺和開放的嚴謹態度。他通常以挑戰其他人所珍視的假設作結，並且使被挑戰的假設處於在科學基礎上的尷尬局面和經常發現所欠缺之處。他的地位和影響力是國際性的。」哈佛大學的生物學家史蒂芬·古爾德稱戈爾德是「美國最特立獨行的科學家之一。」戈爾德一直被漢蒙·克雷格（Harmon Craig）和約翰·亨特等強烈反對非生物成油理論的地質學家嘲笑。並有其他科學家甚至採取行動以防止戈爾德將他發現的東西發表。

## 個人生活
戈爾德於1947年和第一任妻子Merle Eleanor Tuberg結婚，她是曾和苏布拉马尼扬·钱德拉塞卡共事的天文物理學家；兩人育有三女Linda、Lucy和Tanya。兩人離婚後戈爾德於1972年和Carvel Lee Beyer結婚，育有一女 Lauren。
戈爾德於2004年在美國紐約州伊薩卡去世，葬於當地公墓。去世時他的妻子、四位女兒和六位孫輩都在旁。

## 代表性著作
- Pumphrey, R. J.; Gold, T., , Nature, 1947, 160 (4056): 124–125, Bibcode:1947Natur.160..124P, ISSN 0028-0836, doi:10.1038/160124b0.
- Pumphrey, R. J.; Gold, T., , Proceedings of the Royal Society, Series B, Biological Sciences, 1948, 135 (881): 462–491  [2012-01-27], Bibcode:1948RSPSB.135..462G, ISSN 0080-4649, doi:10.1098/rspb.1948.0024, （原始内容存档于2016-02-07）.
- Gold, T., , Proceedings of the Royal Society, Series B, Biological Sciences, 1948, 135 (881): 492–498  [2012-01-27], Bibcode:1948RSPSB.135..492G, ISSN 0080-4649, doi:10.1098/rspb.1948.0025, （原始内容存档于2019-05-03）.
- Bondi, H.; Gold, T., , Monthly Notices of the Royal Astronomical Society, 1948, 108: 252–270  [2012-01-27], Bibcode:1948MNRAS.108..252B, ISSN 1365-2966, （原始内容存档于2013-07-25）.
- Gold, T., , Nature, 1955, 175 (4456): 526–529, Bibcode:1955Natur.175..526G, ISSN 0028-0836, doi:10.1038/175526a0.
- Gold, T., , Journal of Geophysical Research, 1959, 64 (9): 1219–1224, Bibcode:1959JGR....64.1219G, ISSN 0148-0227, doi:10.1029/JZ064i009p01219.
- Gold, T.; Hoyle, F., , Monthly Notices of the Royal Astronomical Society, 1960, 120: 89–105  [2012-01-27], Bibcode:1960MNRAS.120...89G, ISSN 1365-2966, （原始内容存档于2013-07-25）.
- Gold, T., , American Journal of Physics, 1962, 30 (6): 403–410, Bibcode:1962AmJPh..30..403G, ISSN 0002-9505, doi:10.1119/1.1942052.
- Gold, T., , Nature, 1969, 221 (5175): 25–27, Bibcode:1969Natur.221...25G, ISSN 0028-0836, doi:10.1038/221025a0.
- Gold, T., , Proceedings of the American Philosophical Society, 1971, 115 (2): 74–82, ISSN 0003-049X, JSTOR 985848.
- Gold, T., , Journal of Petroleum Geology, 1979, 1 (3): 3–19, ISSN 0141-6421, doi:10.1111/j.1747-5457.1979.tb00616.x.
- Gold, T.; Soter, S., , Scientific American, 1980, 242 (6): 155–161, ISSN 0036-8733.
- Gold, T.; Soter, S., , Energy Exploration & Exploitation, 1982, 1 (2): 89–104, ISSN 0144-5987.
- Gold, T.,  (PDF), Proceedings of the National Academy of Sciences, 1992, 89 (13): 6045–6049  [2012-01-27], Bibcode:1992PNAS...89.6045G, ISSN 1091-6490, PMC 49434 , PMID 1631089, doi:10.1073/pnas.89.13.6045, （原始内容存档 (PDF)于2012-01-16）.
- Gold, T., , New York: Springer, 1999, ISBN 0-387-98546-8.

## 外部連結
- The Origin of Methane (and Oil) in the Crust of the Earth (Thomas Gold) （页面存档备份，存于） U.S.G.S. Professional Paper 1570, The Future of Energy Gases, 1993
- Brown, David, , AAPG Explorer (American Association of Petroleum Geologists), November 2002  [2012-01-27], （原始内容存档于2012-01-28）.
- Gold, Thomas, , Cornell University, 2000-11-01  [2009-06-25], （原始内容存档于2002-10-04）.
- , Suburban Emergency Management Project, 2004-06-23  [2009-06-25], （原始内容存档于2009-07-12）.
- Segelken, Roger, , Cornell University News Service, 2004-06-23  [2009-06-25], （原始内容存档于2009-06-19）.
- Kenney, J. F.; Shnyukov, Ac. Ye. F.; Krayushkin, V. A.; Karpov, I. K.; Kutcherov, V. G.; Plotnikova, I. N., , Energia, 2001, 22 (3): 26–34, （原始内容存档于2003-02-21）.
- Clarke, Tom, , Nature News, 2002-12-09  [2009-06-25], doi:10.1038/news021209-1, （原始内容存档于2009-09-09） .
- , National Science Foundation, 2003-08-14  [2009-06-25], （原始内容存档于2009-09-24）.
- Rose, Walter; Pfannkuch, Hans Olaf, , , Society of Petroleum Engineers, May 1982  [2012-01-27], ISBN 9781555636685, doi:10.2118/10836-MS, （原始内容存档于2010-01-25）.
- Proskurowski, Giora; Lilley, Marvin D.; Seewald, Jeffery S.; Früh-Green, Gretchen L.; Olson, Eric J.; Lupton, John E.; Sylva, Sean P.; Kelley, Deborah S., , Science, 2008, 319 (5863): 604–607  [2012-01-27], PMID 18239121, doi:10.1126/science.1151194, （原始内容存档于2010-10-19）.
- , American Institute of Physics Niels Bohr Library & Archives,   [2009-06-19], （原始内容存档于2008-09-06）.
- Thomas Gold interview （页面存档备份，存于）
- Thomas Gold Publications - Harvard （页面存档备份，存于）